# Andrei Makarevici
Andrei Vadimovici Makarevici (în rusă:Андрей Вадимович Макаревич, n. 11 decembrie 1953, Moscova, URSS) este un cantautor și chitarist, pianist, compozitor, poet și grafician sovietic și rus, fondatorul celei mai vechi formații rock încă active în Rusia, „Mașina Vremeni”, Artist al poporului al Rusiei (1999).

## Biografie
Andrei Makarevici s-a născut în 1953 la Moscova în familia arhitectului Vadim Grigorievici Makerevici și a medicului ftiziolog Nina Markovna Makarevici, născută Șmuilovici.Tatăl era de origine bielorusă, cu rădăcini țărănești și aristocratice, polone și grecești. Mama era descendenta unor familii de evrei, de asemenea din Belarus.
În anul 1969, în vremea regimului sovietic, împreună cu colegii de clasă  Aleksandr Ivanov, Pavel Rubin, Igor Mazaiev și Iuri Borzov (cărora mai târziu li s-a alăturat Serghei Kawagoe, prieten din copilărie al lui Borzov), Makarevici a înființat formația de muzică rock "Mașina Vremeni", care este activă până în zilele noastre. Formația activa prin cluburi, subsoluri și foarte rar reușea să prezinte concerte  în medii, precum cele studențești, sau case de cultură. De obicei, concertele din mediile studențești , sau la case de cultură erau supravegheate de "Operotriad"  
În anii 1982-1996 Makarevici a apărut și ca solist, acompaniându-se singur cu ghitara acustică, cu cântecele compuse de el însuși, de această dată nu pentru formația muzicală și a înregistrat astfel 8 albume.  După o lungă pauză, in anul 2010 a reînceput să apară în recitaluri solo.
În unul din discurile sale, ale cărui încasări au fost donate în scopuri filantropice, a colaborat cu Mihail Gorbaciov.
În anul 1985 Makarevici s-a botezat în religia creștină ortodoxă.
In anul 2009 a fost citat în Dicționarul " Большой Российский Энциклопедический Словарь",  o publicație de mare prestigiu rusească, alături de Alla Pugaciova și Sofia Rotaru, dar și alături de președintele Putin
Până prin 2010 simpatizant al fostului președinte Medvedev, Makarevici și-a exprimat după acest an pe calea versurilor și a unor petiții deschise către conducători, protestul fața de aspecte pe care le-a considerat negative în societatea rusă contemporană.
În anul 2014 el și-a exprimat critica față de ocuparea Crimeei de către Rusia, fapt care a dus la anularea mai multor concerte ale sale. El și-a exprimat părerea și într-o scrisoare deschisă către Putin. În august 2014 , după ce a dat un concert în Ucraina în favoarea copiilor refugiați din Donețk a fost acuzat că ar fi cântat în fața militarilor ucraineni și denunțat în anumite foruri publice și ziare ruse ca „trădător”.Într-un prim proces de calomnie pe care l-a inițiat împotriva unui scriitor (Prohanov), artistul a obținut câștig de cauză și despăgubiri.
În 2022 a fost pus pe o listă de agenți străini, publicată de oficialități.

## În viața particulară
Makarevici a fost căsătorit de patru ori: mai întâi (1976-1979) cu Elena Fesunenko, pe atunci studentă în istorie, apoi Alla Golubkina (1986-1989) , iar a treia oară (2003-2010) cu stilista și fotografa Natalia Golub. În anii 1998-2000 a conviețuit cu ziarista Anna Rojdestvenskaia. Din 2019 se află în legătură conjugală cu Einat Klein, cetățeană israeliană, iar în 2022 s-a stabilit în Israel.
El are patru copii:doi fii- Ivan Makarevici, (fiul Elenei Fesunenko), actor,și Eitan (născut in 2022)  și două fiice - Dana Makarevici  (dintr o legătură fără căsătorie), juristă în Statele Unite, și Ana  Rojdestvenskaia (fiica Annei Rojdestvenskaia).

## Cărți
Makarevici a publicat, între altele, câteva culegeri de versuri și două cărți cu caracter autobiografic.
- Все очень просто ("Totul e foarte simplu")
- Сам овца ("A sheep against the brave")
- Стихи и песни ("Poezii și cântece")
- Андрей Макаревич: песни и стихи ("Andrei Makarevici: cântece și versuri")
- 7 городов ("Șapte orașe")
- СМАК: встречи на кухне ("SMAK: întâlniri în bucătărie")
- Что такое дайвинг или акваланги для всех (împreună cu Iuri Belski) {"What scuba-diving is like or Scuba's for everyone!"}
- Место где свет ("Un loc unde e lumină")
- Занимательная наркология {"Entertaining study of drug addiction"}

## Formații muzicale
înființate de Makarevici:
«Машина времени» Masina Timpului — 1969  
„Orchestra tangoului creol” — 2001 г.
cu colaborarea lui Makarevici:
Kvartak
Paporotnik 
Vocal Band (albumul Я рисую тебя"  Eu te desenez)
Dialog (grafica albumului Posredine mira)
Romario (coperta si desenele din albumul Imena)

## Discografia solo
- 1989 – Песни под гитару
- 1991 – У ломбарда
- 1994 – Я рисую тебя
- 1997 – Двадцать лет спустя (împreună cu Boris Grebenșcikov)
- 1996 – Песни, которые я люблю
- 1996 – Пионерские блатные песни (împreună cu Aleksei Kozlov )
- 1998 – Женcкий Альбом (cu grupul Paporotnik)
- 1999 – Песни из кинофильма "Перекресток"
- 2000 – Время напрокат (cu grupul Kvartal)
- 2001 – Лучшее
- 2002 – И Т.Д.
- 2003 – Избранное
- 2003 – Тонкий шрам на любимой попе
- 2004 – От меня к тебе
- 2005 – Песни Геннадия Ни-Ли
- 2005 – Песни Булата Окуджавы
- 2006 – Старая машина
- 2007 – Штандер
- 2008 – Было не с нами
- 2008 – 55
- 2009 – Лучшее
- 2012 – Вино и слёзы

## Muzică de film
- 1975 Афоня (Afonia) - comedie în regia lui Gheorghi Danelia
- 1983 Скорость - (Viteză) în regia lui Dmitri Svetozarov
- 1985 Двойной обгон (Depășire dublă) cu „Mașina Vremeni”, și cu Viktor Babușkin , în regia lui Aleksandr Gordon
- 1985 Обезьянки и грабители - (Maimuțe și tâlhari) cu Kutikov și Zaițev,  film de animație în regia lui Leonid Șvarțman

cu participarea formației Mașina Vremeni
- 1986 Прорыв  - Прорыв în regia lui Dmitri Svetozarov
- 1987 Бармен из «Золотого якоря» (Barmanul de la „Ancora de aur”) cu Raimund Pauls și Aleksei Râbnikov, în regia lui Viktor Jivolub
- 1988 Без мундира (Fără uniformă) cu Kutikov și Zaițev , în regia lui Dmitri Svetozarov
- 1989 Псы  (Câinii)  cu Kutikov și Zaițev ,în regia lui Dmitri Svetozarov
- 1989 Стеклянный лабиринт (Labirintul de sticlă) cu Viktor Babușkin , în regia lui Mark Oseliani
- 1992 Арифметика убийства (Aritmetica uciderii) în regia lui Dimitri Svetozarov
- 1992 Ангелы в раю (Îngeri în rai), coproducție ruso-franceză, în regia lui Evgheni Lunghin
- 1995 Московские каникулы  (Vacanță la Moscova) în regia lui Alla Surikova,
- 1997 Шизофрения (Schizofrenie) în regia lui Viktor Sergheev
- 1998 Перекрёсток (Intersecție) în regia lui Dmitri Astrahan
- 2000 Бременские музыканты  (Muzicanții din Brema), musical
- 2003 Танцор (Dansatorul)